# 2-й Брюссельський саміт НАТО 1989

Карта членів НАТО

2-й Брюссельський саміт НАТО 1989 (англ. 1989 Brussels december summit) — 10-й саміт НАТО, який відбувся 4 грудня 1989 року в Брюсселі.